# Joan Rabasseda i Ferrer
Joan Rabasseda i Ferrer (Santa Coloma de Farners, 1961) és un polític català. És alcalde d'Arenys de Munt. Governança, Territori i Transparència.
És Tècnic superior de l'Administració de la Generalitat de Catalunya, expert en sistemes de gestió de la qualitat, auditories, estadística i optimització de processos, ha exercit diverses responsabilitats tècniques i directives als departaments d´Agricultura i de Governació. Actualment treballa a l'Oficina de Racionalització del Sector Públic Instrumental.
Llicenciat en Químiques. Màster en Alta Funció Directiva. Màster en Gestió Mediambiental. Ha participat com a expert en diversos projectes de la UE a Europa, Àfrica i Amèrica.
Conseller Comarcal al Maresme (2011-2013). Director dels Serveis Territorials a Barcelona del Departament de Governació i Administracions Públiques (2008-2011). Portaveu del Grup Municipal d'ERC a l'Ajuntament d'Arenys de Munt des de l'any 2007.